# 군종신부와 부상병 학살 사건
군종신부와 부상병 학살 사건은 6.25 전쟁 공주-대평리 전투(금강 방어선 전투) 중 7월 16일, 금남면 두만리 혹은 금남면 용담리 야산에서 미 제24보병사단 19연대 소속 군종신부 허먼 G. 펠홀터(Herman G. Felhoelter) 그리고 30명의 부상병이 북한군에게 학살 당한 사건이다.

## 학살 장소
미군의 공식 전사 등에 학살 장소가 두만리 (village of Tuman) 인근 야산으로 기록되어 있으나 카톨릭신문에 의하면 마을 원로들이‘펠홀터’라는 이름은 모르고 있었지만 군종장교가 전사한 사실을 알고 있었으며. 두만리와 얕은 산 하나를 사이에 두고 접해 있는 용담리를 선종 장소로 일관되게 지목하였다고 한다.
마을 주민들이 학살당한 미군들을 가매장했고 10월 이후 충청 지역이 수복된 후 미군들이 다시 유해를 찾아갔다고 하는 주장이 있으니 마을 주민들의 의견이 더 정확할 가능성도 존재한다.

## 사건 개요
국방부 전사편찬위원회가 1979년 발간한 한국전쟁 공식 전사(戰史) - '한국전쟁사 제2권 지연작전기' (pp. 491) 보관됨 2023-04-17 - 웨이백 머신에는 이 학살사건이 다음과 같이 기술되어 있다. (원문에는 군목으로 오기하여 군종신부로 임의 수정하였음)
- 잔여병력의 야간철수

한편, 연대장 일행의 차량종대가 적의 차단선을 돌파한 뒤, 그 북쪽의 혼성병력에 대한 지휘를 맡게된 Fenstermacher 대위는 어두워진 다음인
20:30을 전후하여 철수준비를 시작하였다.
그곳에는 500여명의 병력과 100여대의 차량이 집결중이었는데, 차량은 모두 파기키로 하고, 병력은 경부본도의 동쪽을 연한 고지의 능선을 따라 유성을 목표로 철수키
로 하되, 보행이 어려운 중상자들은 들것으로 나르기로 하였다.
그런데, 차량에 휘발유를 뿌려 소각조치하고 그 화광이 충천하는 가운데 철수제대를 편성하던 중인 동대위가 적탄을 목에 맞아 쓰러지고 말았다.
그리하여 또 한번 지휘자를 잃는 가운데 21:00에 남은 병력은 각기 제대별로 철수로를 찾아나서게 되었는데, 야간에 지형조차 생소한 산길을 택하여야만 되었던 그들
의 참담한 정황에 대하여, 동년 7월 19일자 New York Herald Tribune 가 보도한 바에 의하면 그한 단면이 다음과 같았다.
```
"『……100여명으로 추산되는 보병, 포병, 공병 및 의무대의 혼성병력이 도로 동쪽의 산으로 기어 올라갔다. 그들중의 30여명은 부상자였으며, 들것에 누운 중상자도 여러명 있었다. 그 중상자는 부상을 입지않은 병사 40여명이 들것으로 운반하였는데, 산을 오르는 동안에 들것을 운반할 병사들이 대오를 이탈하고 말았다. 산정에 이르러 남은 병사들은 더 이상 중상자들을 운반해 갈 수 없노라고 하였다. 그리하여 중상자들을 그곳에 두고 떠나기로 결정되었다. 이에 Herman G. Felhoelter 군종신부가 자신도 그들과 함께 그곳에 남겠다고 하여 군종신부와 중상자만이 그곳에 남게 되었다. 그러는 동안, 적병이 고지위로 뒤쫓아 왔다. 그러자 군종신부가 중상을 입은 군의관 Linton J. Buttrey 대위에게 그곳을 빠져나가도록 권유하였다. 그리하여 Buttrey 대위가 간신히 몸을 움직여 그곳을 빠져 나오자, 뒤이어 들이닥친 적병이 부상병을 위하여 기도를 올리고 있는 군종신부를 살해하였다. 본부중대의 James W.R. Haskins 상사가 멀리서 그 광경을 지켜 보았으나, 그를 구할 수는 없었다.……』 이런 가운데 이들 철수병력은 밤을 도와 남하하여 유성과 대전에 집결하게 되었는데, 그 이튿날인 17일에 대전에서 집결재편된 병력은 당초 대평리 정면에 투입된 제19연대원 900여명중 434명뿐이었다."
```

'한국전쟁사 제2권 지연작전기' (pp. 491) 보관됨 2023-04-17 - 웨이백 머신 내용의 원문이라고 볼 수 있는 미 육군 군사((戰史) 연구소(U.S. Army Center of Military History)의 1961년 발간 한국전쟁 공식 전사(戰史) - 'South to the Naktong, North to the Yalu' (pp. 143)에는 다음과 같이 기술되어 있다.
```
 
"One group of infantrymen, artillerymen, engineers, and medical and headquarters troops, numbering approximately 100 men, climbed the mountain east of the road. They took with them about 30 wounded, including several litter cases."
 
 
"About 40 men of this group were detailed to serve as litter bearers but many of them disappeared while making the ascent. On top of the mountain the men still with the seriously wounded decided they could take them no farther. Chaplain Herman G. Felhoelter remained behind with the wounded. 

 
"When a party of North Koreans could be heard approaching, atthe Chaplain's urging, Capt. Linton J. Buttrey, the medical officer, escaped,though seriously wounded in doing so. From a distance, 1st Sgt James W. R. Haskins of Headquarters Company saw through his binoculars a group of what appeared to be young North Korean soldiers murder the wounded men and the valiant chaplain as the latter prayed over them."
```

참고로 1995년 조치원문화원에서 발간한 금남면 향토지의 제2장 6.25 전쟁사 (pp. 133~213)에 위에 언급한 국방부 전사편찬위원회의 한국전쟁 공식 전사(戰史) - '한국전쟁사 제2권 지연작전기'의 공주-대평리 전투(금강산 방어 전투) 파트 전문이 발췌 수록되어 두만리 학살 사건 내용 역시 들어가 있는데 이를 조치원문화원에서 자체적으로 조사하여 금남면 향토지에서에 넣은 것으로 오해하고 있는 경우가 존재한다. 
최초 출처는 미 육군 군사((戰史) 연구소 (U.S. Army Center of Military History)의 한국전쟁 공식 전사(戰史) - 'South to the Naktong, North to the Yalu' (pp. 143)이며 그 후 'South to the Naktong, North to the Yalu' 등 미국 측 공식 전사(戰史)를 참고하여 국방부 전사편찬위원회가 1979년 발간한 한국전쟁 공식 전사(戰史) - '한국전쟁사 제2권 지연작전기' (pp. 491) 보관됨 2023-04-17 - 웨이백 머신이다.

## 서훈
6.25 전쟁에서 전사한 첫번째 군종신부였던 허먼 G. 펠홀터 (Herman G. Felhoelter) 군종신부에게는 수훈십자장이 수여되었다.
표창장(citiation)의 서훈 사유는 다음과 같다.
```
"The President of the United States of America, under the provisions of the Act of Congress approved July 9, 1918, 

takes pride in presenting the Distinguished Service Cross (Posthumously) to Captain (Chaplain) Herman Gilbert Felhoelter 

(ASN: 0-549715), United States Army, for extraordinary heroism in connection with military operations against an armed enemy of the United Nations while attached to Headquarters and Headquarters Company, 19th Infantry Regiment, 24th Infantry Division. 

Captain (Chaplain) Felhoelter distinguished himself by extraordinary heroism in action against enemy aggressor forces  on the Kum River, north of Taejon, Korea, on 16 July 1950. When seriously wounded men of the 19th Infantry could not be evacuated in the face of an overwhelming night attack by superior enemy forces who had cut off the main route of withdrawal, Chaplain Felhoelter, without regard for his own personal safety, voluntarily remained behind to give his wounded comrades spiritual comfort and aid. When last seen, Chaplain Felhoelter was still administering to the wounded."
```

## 추모
2020년 한국 가톨릭 주축으로 군종신부 허먼 G. 펠홀터(Herman G. Felhoelter)의 추모사업을 추진하였다.

## 같이 보기
- 303고지 학살 사건

## 참고 자료
- 살해된 군종신부